# Ceratophenax acutidens
Ceratophenax acutidens là một loài tò vò trong họ Ichneumonidae.